# السفينة اليونانية
السفينة اليونانية هو لقب باخرة الشحن خولا إف التي سحبت إلى الساحل الجنوبي الغربي لجزيرة كيش الإيرانية منذ عام 1966. بنيت في بريطانيا من قبل وليام هاملتون وشركائه في ميناء غلاسكو باسكتلندا. أطلقت في 9 مارس 1943 باسم إمبراطورية البوق وأكتملت في أبريل 1943. من 1946 إلى 1966 تغير ملاك السفينة من البريطانيين إلى الإيرانيين كما تغير اسمها عدة مرات. مالكها الأخير كان يوناني ومنها استمدت لقبها.

## التسيير
كانت لسفينة بوق الإمبراطورية تسعة أفران مموجة مع منطقة مشتركة تبلغ مساحتها 165 قدم مربع (15 متر مربع) التي تسخن ثلاثة المراجل بقوة 220 رطل على البوصة المربعة جنبا إلى جنب مع سطح تدفئة بمساحة 7248 قدم مربع (673 متر مربع). المراجل تنشأ البخار للمحرك الثلاثي المكون من اسطوانة أبعادها 24.5 بوصة (62 سنتيمتر) و39 بوصة (99 سنتيمتر) و72 بوصة (180 سنتيمتر) بتجويف 48 بوصة (120 سنتيمتر) وبقدرة 510 حصان. صنع المحرك من قبل شركة ديفيد روان وشركاه المحدودة في غلاسكو.

## المشوار
كان أول مالك لسفينة بوق الإمبراطورية هو وزارة مواصلات الحرب البريطانية التي فوضت شركة لاريناغا للسفن البخارية إدارتها من عام 1943 ثم شركة خط هاريسون من عام 1945. تم تأجيرها على حكومة جنوب أفريقيا من 1943 إلى 1946. في عام 1946 اشترت شركة شارانت للسفن البخارية السفينة وغيرها اسمها إلى الطبيعية وواصلت ترتيب تشغيلها مع شركة خط هاريسون.
في عام 1959 اشترت شركة لويد الإيراني وشركاه المحدودة في المحمرة السفينة وتم تغيير اسمها إلى كورش الفارسي. وضعت تحت إدارة شركة ب. أشوورث عبر البحار المحدودة من لندن. في عام 1965 اشترتها شركة خطوط الشحن الإيرانية في المحمرة وغيرت اسمها إلى همدان. في عام 1966 اشترتها شركة ب. ج. فرانجوليس وأ. آ. كليافاس اليونانية وغيرت اسمها إلى خولا إف.

## التحطم
في 25 يوليو 1966 جنحت خولا إف على الساحل الجنوبي الغربي لجزيرة كيش في الخليج العربي في الموقع . حاولت ساحبة الإنقاذ الهولندية أورينوكو تعويمها لكنها لم توفق. أعلنت شركة التأمين عن خسارتها تماما وأنها ظلت على الشاطئ منذ ذلك الحين. تدهورت حالتها وبدأت مؤخة السفينة في التفكك.

## جذب سياحي
في جزيرة كيش فإن حطام السفينة يجذب السياح الذين يأتون لمشاهدتها عند غروب الشمس.